# Echidgnathia khomasana
Echidgnathia khomasana is een vlinder uit de familie wespvlinders (Sesiidae), onderfamilie Sesiinae.
Echidgnathia khomasana is voor het eerst wetenschappelijk beschreven door de Freina in 2011. De soort komt voor in het Afrotropisch gebied.